# Габор Бетлен
Габор Бетлен (мађ. Bethlen Gábor; Марошиље, 1580 — Ђулафехервар, 15. новембар 1629) био је угарски краљ (1620—1621), принц Трансилваније (1613—1629) и гроф Ополе (1622—1625).
Као турски вазал изабран је 23. октобра 1613. године за кнеза Трансилваније. У Тридесетогодишњем рату стао је на страну Чешке и Протестанске уније. У чешко-фалачкој фази рата заузео је данашњу Словачку и са Чесима угрозио Беч. После пораза Чеха на Белој Гори, Бетлен је с Аустријом закључио повољан мир у Николсбургу 1621. године. Али, као савезник протестантских држава, поново је ратовао против Аустрије и Католичке лиге 1623. и 1626. године.